# Họ Cỏ lết
Họ Cỏ lết (danh pháp khoa học: Gisekiaceae) là một họ thực vật hạt kín. Họ này ít được các nhà phân loại học công nhận. Hệ thống APG III năm 2009 (không đổi so với hệ thống APG II năm 2003) công nhận họ này và đặt nó trong bộ Caryophyllales của nhánh core eudicots. Đây là sự thay đổi so với hệ thống APG năm 1998, do khi đó APG không công nhận họ này. Khi được công nhận, họ này chỉ chứa 1 chi có danh pháp Gisekia. Tên chi được Carl Linnaeus đặt năm 1771 theo tên của nhà thực vật học người Đức là Paul Dietrich Giseke, học trò đồng thời là bạn của ông.
Trên website của APG cho thấy vị trí phát sinh chủng loài của họ này có thể là chị-em với nhánh chứa 3 họ Sarcobataceae + Phytolaccaceae + Nyctaginaceae, tuy nhiên APG vẫn lưu ý thêm rằng nó là "mâu thuẫn" cho dù đặt nó ở đâu, nhưng trong một số cây phát sinh chủng loài người ta đặt nó trong phân họ Rivinioideae của họ Phytolaccaceae.
Kết quả nghiên cứu năm 2009 của Brockington S. F. và ctv. cho thấy chi Gisekia tạo thành một nhánh khác biệt, xa với chi Rivina. Bản thân chi Rivina (hiện vẫn được APG xếp trong họ Phytolaccaceae) và phần còn lại của họ Phytolaccaceae là các nhánh khác hẳn nhau, với Rivina có quan hệ chị em với họ Nyctaginaceae. Vị trí của chi Sarcobatus (APG coi là họ Sarcobataceae với 2 loài trong 1 chi) vẫn có vấn đề.

## Các loài
Hiện tại APG công nhận họ này có 5 loài trong 1 chi, nhưng IPNI ghi nhận tới 19 danh pháp loài, nhưng có nhiều danh pháp là đồng nghĩa. Các loài trong họ này là cây thân thảo, bò, sống 1 hay lâu năm, ưa ẩm vừa phải tới ưa khô hạn. Chúng sinh sống tại khu vực châu Phi hạ Sahara và miền nam châu Á. Tại Việt Nam ghi nhận sự có mặt của ít nhất 1 loài là cỏ lết (Gisekia pharnacioides).
Dưới đây là một số loài thường được công nhận:
- Gisekia africana (Lour.) Kuntze (đồng nghĩa: G. aspera Klotzsch, G. miltus Fenzl, G. pentadecandra Mey. E. ex Moq.): Với 3 thứ. Bản địa khu vực Botswana, Malawi, Mozambique và Zambia.
- Gisekia haudica MGGilbert: Bản địa khu vực Ethiopia và Somalia.
- Gisekia pharnacioides L. (đồng nghĩa: G. congesta Moq., G. linearifolia Schumach & Thonn., G. molluginoides Wight, G. rubella Moq.): Với 3 thứ. Có sự phân bố rộng tại khu vực duyên hải ở châu Á và châu Phi, tại Bắc Mỹ nó là loài mới du nhập[5].
- Gisekia pierrei Gagnepain: Phát triển tốt trên các bờ biển nhiều cát và các khu vực thoáng đãng ở độ cao nhỏ, tại Hải Nam, Campuchia và Việt Nam[6].
- Gisekia polylopha MGGilbert: Bản địa Somalia.
- Gisekia scabridula MGGilbert

Một vài phân loại cũ khác còn xếp chi Gisekia trong một trong các họ sau: Aizoaceae, Molluginaceae 
(Molluginaceae từng là một phần của họ Aizoaceae).

## Hình ảnh

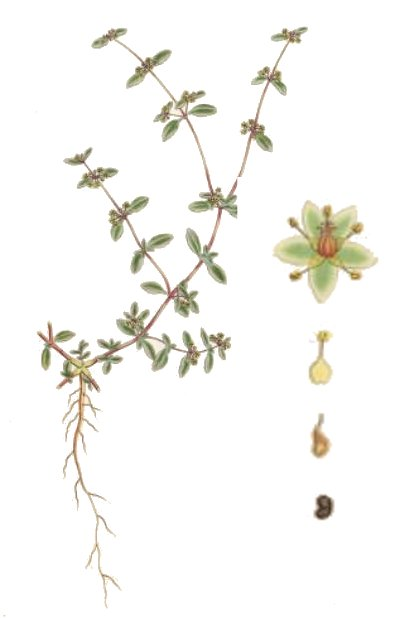
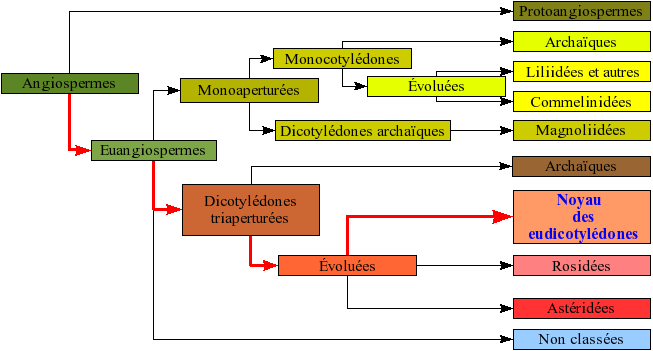